# Логвинове
Логви́нове — село Дебальцівської міської громади Горлівського району Донецької області, Україна.

## Географія
Географічні координати: 48°22' пн. ш. 38°20' сх. д. Часовий пояс — UTC+2.
Село розташоване поблизу автошляху М03, за 34 км від Бахмута. Найближча залізнична станція — Дебальцеве, за 7 км.

## Історія

### Війна на сході України
Докладніше: Бої за Логвинове
9 лютого 2015-го зник безвісти під Логвиновим майор 101-ї окремої бригади охорони ГШ Микита Недоводієв — з території базового табору штабу сектору «С» (Дебальцеве) вирушив в складі колони вантажних автомобілів, був старший машини «КРАЗ 4310». Колона рухалася за шинами до БТРів в Харків, водієм вантажівки був старший солдат Вадим Федорченко (також зник безвісти). Загинули у верхній частині «дебальцевського виступу» — в селі Логвинове. Колона потрапила у засідку ДРГ, під потужним артилерійським обстрілом та із застосуванням стрілецької зброї рухома техніка була знищена. Безвісти зникли та згодом опізнані старший лейтенант 30-ї бригади Сергій Романчук, старший сержант Павло Плацинський й сержант Василь Демчук. Дві машини 30-ї бригади потрапили під обстріл поблизу села Логвинове, загинули сержанти Євген Корота й Сергій Сухенко, солдат Віталій Катішов. Машина «швидкої допомоги», під час евакуації поранених з позиції «Хрест» (Дебальцеве) до Бахмута (на той час Артемівськ), потрапила у засідку та підірвалася на фугасі поблизу села Логвинове, після чого була розстріляна прямим наведенням. Сергій Кацабін загинув разом з екіпажем санітарної машини Анатолієм Сулімою та Михайлом Балюком й пораненим молодшим сержантом Олександром Кравченком. Тоді ж загинули Василь Задорожний, Тарас Кончевич, Максим Овчарук, Дмитро Лагунов. Тоді ж зникли безвісти майор 128-ї бригади Олексій Гуртов, старший лейтенант Василь Білак, сержант Роман Чорнобай, солдат Роман Совлич, в "УАЗ"і — полковники Ігор Павлов та Сергій Циганок, підполковник Артур Музика, майор Святослав Василенко, молодший сержант Антон Макаренко.
Уночі 10 лютого російсько-терористичні війська зайняли Логвинове при намаганні оточити українських військових в Дебальцевському «казані». В другій половині дня 10 лютого під Логвиновим потрапили у засідку та були поранені начальник львівської обласної міліції Дмитро Загарія й командир батальйону спеціального призначення МВС «Львів» Ігор Вольский. Від вибуху фугасу загинув Дмитро Терновий — начальник УВБ на Львівській залізниці, та в. о. начальника Дебальцевського міського управління внутрішніх справ полковник міліції Євген Юханов. Офіцери кілька годин тримали оборону та зуміли з боєм прорватися назустріч підоспілій підмозі — бійці спецбатальйону «Львів» та підрозділ Нацгвардії провели 3 бойових рейди для порятунку, з третьої спроби група із 8 бійців батальйону «Львів» на чолі з командиром роти — за підтримки ЗСУ — деблокували офіцерів .
11 лютого терористи відступили з Логвинового після масованих ударів української артилерії — частина у напрямку Нижнього Лозового, частина відійшла на кілька кілометрів від траси Дебальцеве — Бахмут в напрямі Новогригорівки на проміжні позиції.
10-11 лютого 2015 року під час зачистки населеного пункту Логвинове завдяки діям офіцера штурмова група захопила частину населеного пункту, при цьому особисто Володимир Гринюк знищив 3 одиниці бронетехніки та до 30 бойовиків. Під час проведення операції отримав поранення, але продовжив керувати зведеним підрозділом. Підпорядкований В. Гринюку підрозділ знищив велику кількість бронетехніки та живої сили незаконних збройних формувань.
12 лютого частини ЗСУ займають штурмом частину Логвинового та розблоковують трасу Бахмут — Дебальцеве, у селі залишилися осередки опору, які придушуються; частини батальйону «Донбас» проводять зачистку селища і прилеглої ділянки траси, загинули Андрій Камінський, Роман Мельничук, Володимир Самойленко, Володимир Панчук, Анатолій Поліщук. Танкісти у 20-хвилинному бою під Логвиновим ліквідували щонайменш 8 російських Т-72 5-ї танкової бригади. Серед інших брала участь рота 1-ї танкової бригади — три із п'яти Т-64БМ «Булат» капітана Олександра Мороза. Рота прикривала танки 30-ї бригади, що йшли на Логвинове. В бою загинув сержант 30-ї бригади Андрій Браух, зник безвісти старший солдат Микола Сущук. Увечері під Логвиновим загинув в результаті танкового обстрілу терористами старший прапорщик 79-ї бригади Володимир Суслик. БМП, у якому пересувався Володимир Панчук, потрапила в засідку терористів, вояки зайняли оборону та довго стримували противника, запобігши потраплянню в кільце та нападу на військову колону. Незважаючи на переважання противника у живій силі, група змогла ліквідувати в бою понад 20 терористів. Однак поставленої цілі досягнуто не було. Внаслідок штурму в село по центру вдалося увійти лише 2 ротам 30-ї бригади, бійці якої взялися встановлювати контроль над Логвиновим, зазнаючи втрат. Контроль встановити не вдалося — дії військовиків були скуті ударами ворожої артилерії, підрозділ десантників 79-ї бригади (мав синхронно увійти в село з флангу) потрапив під танковий обстріл; загін же 24-ї бригади взагалі не дістався Логвинового.
15 лютого під час довезення набоїв з Артемівська до Дебальцевого колона конвою з 6 машин рухалася польовою дорогою та потрапила у засідку біля Логвинового, «Урал» був розстріляний з танків, загинули вояки Микола Бутенко та Володимир Яневич. 18 лютого при виході з Дебальцевего біля Логвинового загинув старший сержант 30-ї бригади Микола Гайченя.
16 вересня 2015-го спостерігачі місії ОБСЄ констатували повне руйнування Логвинового. 29 червня 2016-го під мінометним обстрілом терористів загинув молодший сержант 54-ї бригади Юрій Татарчук.

## Населення
Згідно з переписом УРСР 1989 року чисельність наявного населення села становила 124 особи, з яких 56 чоловіків та 68 жінок.
За переписом населення України 2001 року в селі мешкало 57 осіб.

### Мова
Розподіл населення за рідною мовою за даними перепису 2001 року:
| Мова       | Відсоток |
| ---------- | -------- |
| українська | 71,93 %  |
| російська  | 28,07 %  |